# Nymphon soyoi
Nymphon soyoi är en havsspindelart som beskrevs av Utinomi, H. 1955. Nymphon soyoi ingår i släktet Nymphon och familjen Nymphonidae. Inga underarter finns listade i Catalogue of Life.